# Description des plantes de l'Amérique
Description des plantes de l'Amérique, (abreviado Descr. Pl. Amér.), é um livro com ilustrações e descrições botânicas que foi escrito pelo religioso e botânico francês Charles Plumier. Foi publicado no ano de 1693 com o nome de Description des Plantes de l'Amérique avec leurs figures, tendo sido editado em Paris pela L'imprimerie Royale.
Na maioria das placas figurava a inscrição "Fr. Carolus Plumier Minimus Botanicus Regius delineav". ou uma abreviatura da mesma.